# تاماها (اکلاهما)
تاماها(به انگلیسی: Tamaha) شهری در ایالت اکلاهما کشور ایالات متحده آمریکا است که جمعیت آن در سرشماری سال ۲۰۱۰ میلادی، ۱۷۶ نفر بوده‌است.